# Transports publics de la région lausannoise

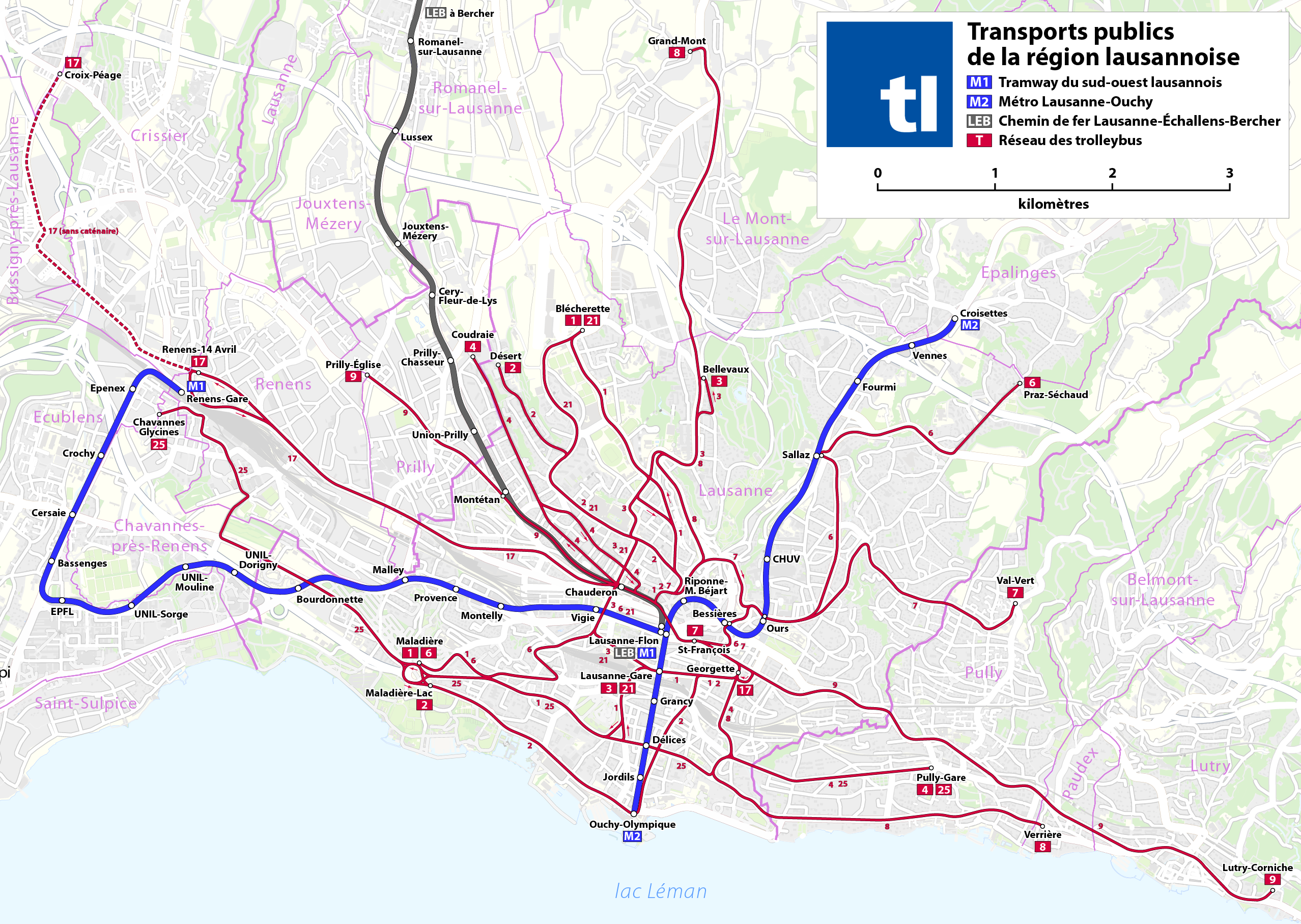

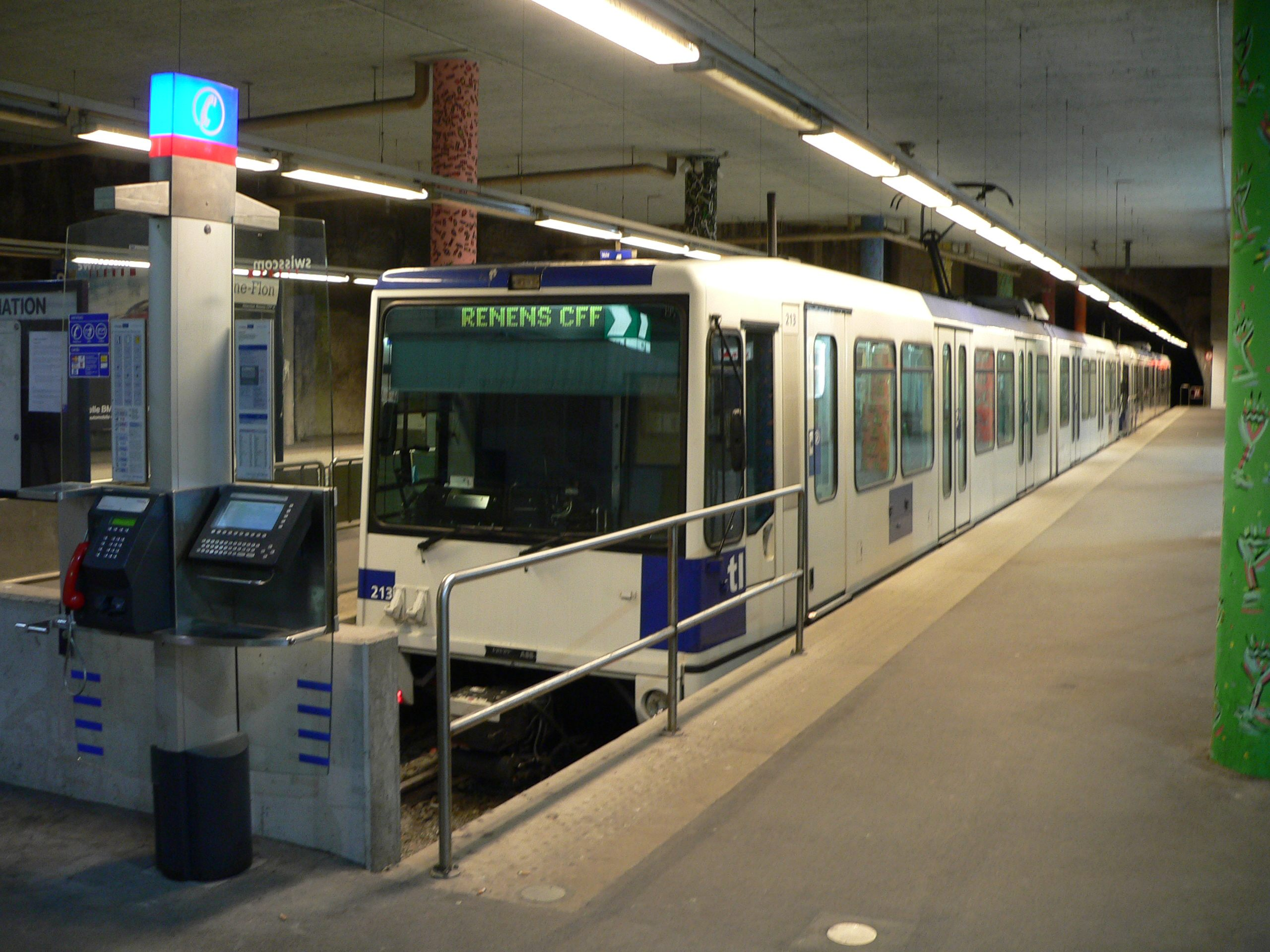
Convoglio della metropolitana del TL n. 213 sulla linea M1

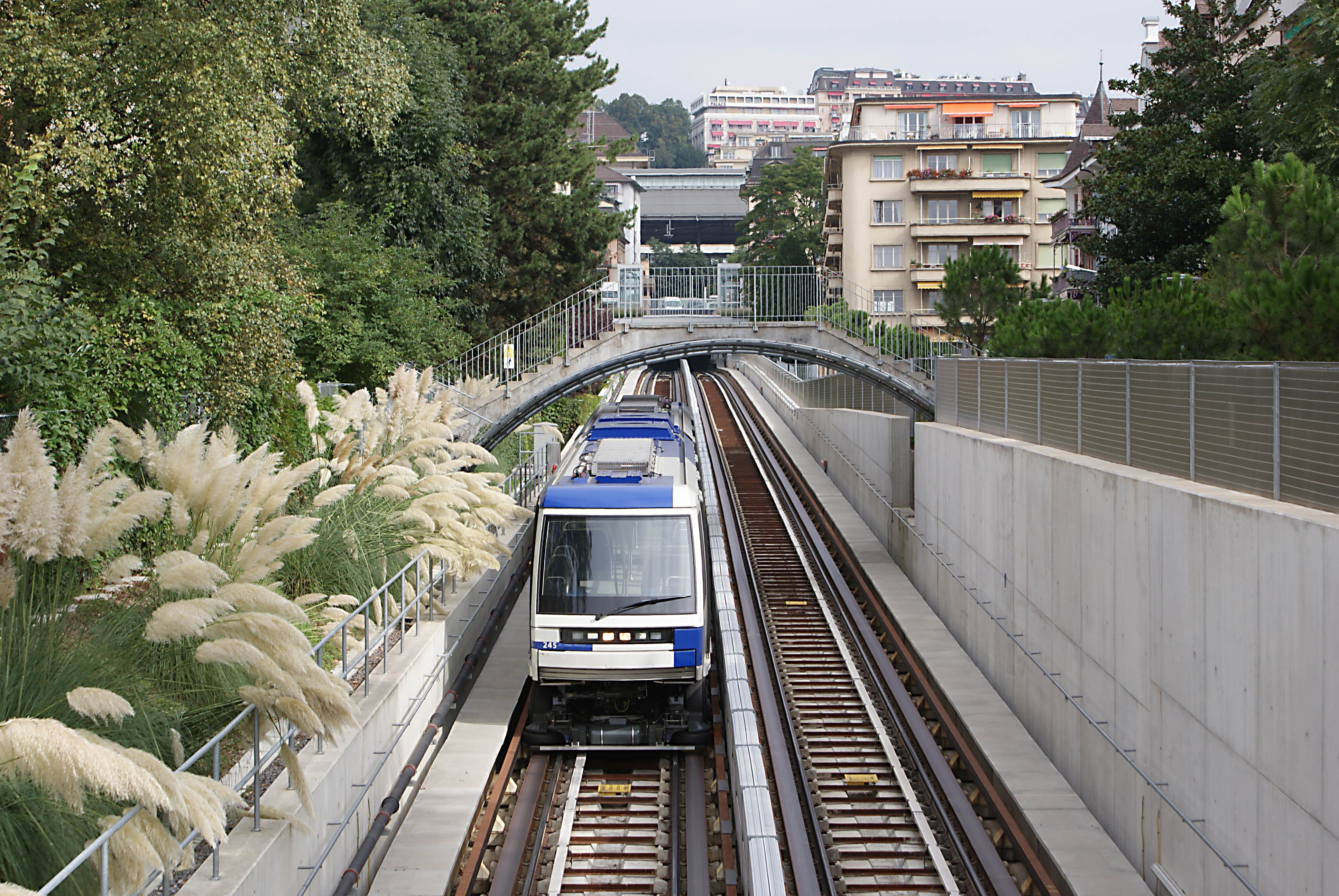
Linea M2

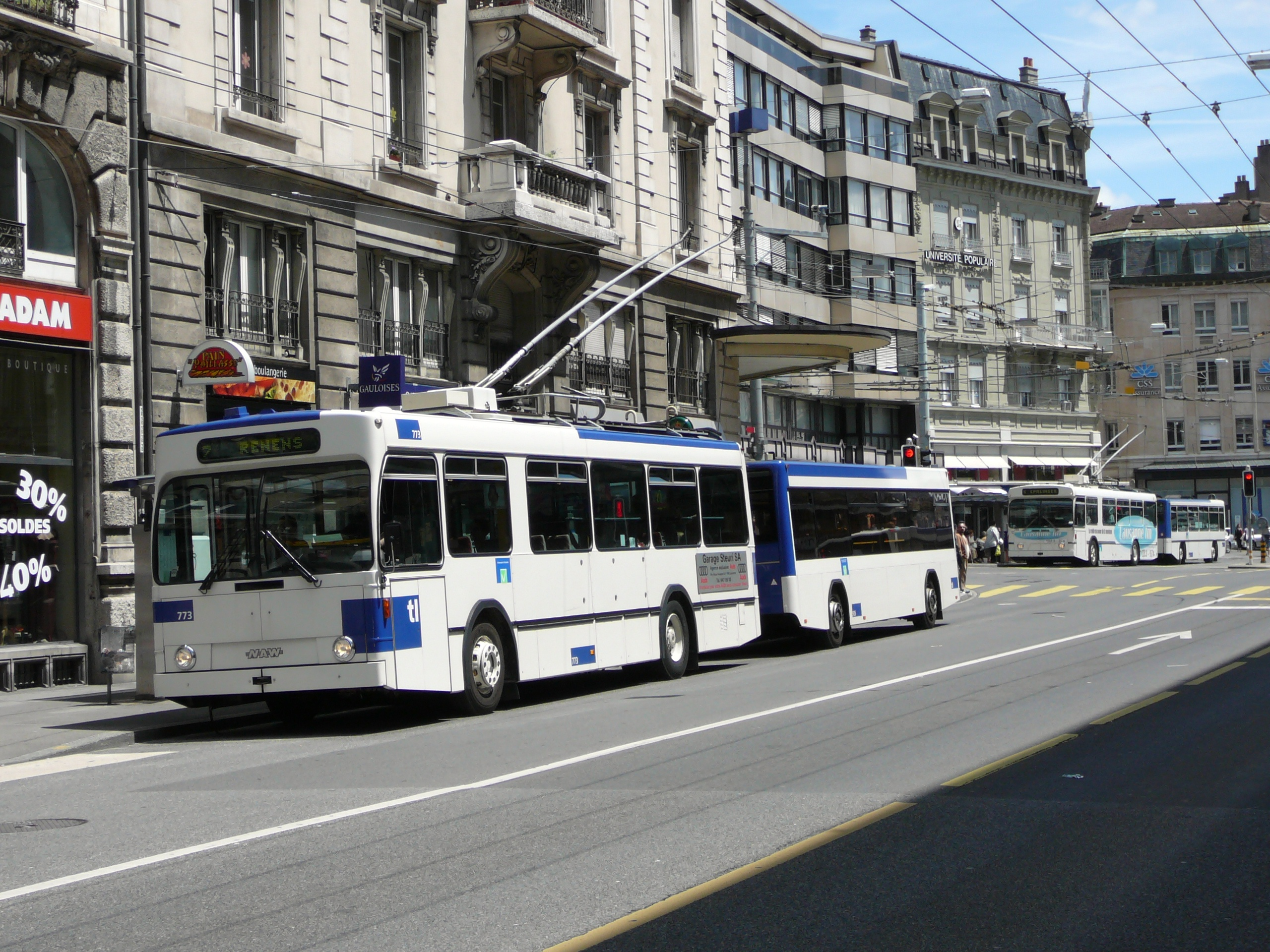
Losanna: filobus con rimorchio del TL "NAW Lauber BBC" n. 773 sulla linea 7 in direzione Renens

La Transports publics de la région lausannoise, più nota con la sigla TL, è un'azienda svizzera che svolge il servizio di trasporto pubblico auto-filo-tranviario nei comuni appartenenti all'agglomerato urbano della città di Losanna.

## Esercizio
L'azienda gestisce 2 linee di metropolitana (M1) e (M2), 10 filovie e 25 autolinee.
La linea metropolitana M1 collega il centro di Losanna (Losanna-Flon) con l'Università di Losanna, la Scuola politecnica federale di Losanna e la città di Renens.
La linea metropolitana M2 collega la parte meridionale di Losanna, sulle rive del Lago Lemano, con il villaggio di Epalinges, passando per la stazione di Losanna, la stazione di Losanna-Flon (dove interscambia con la linea M1) e l'ospedale di Losanna (CHUV).

## Parco aziendale
Nel 2006 la flotta circolante era costituita da 32 convogli per la metropolitana (15 per la linea M1 e 17 per la linea M2), da oltre 100 fra autobus ed autosnodati, 84 filobus e da 45 rimorchi filoviari, una volta comuni in tutta la Svizzera.
Piano di Trasporti pubblici di Losanna Archiviato il 16 marzo 2015 in Internet Archive.

## Curiosità
Nel 2005 27 filobus bimodali Neoplan N4026 acquistati nel 2001 sono stati ritirati dal servizio, in seguito a due incendi che hanno interessato in tempi diversi le vetture con matricola 818 e 825; era l'unico lotto di veicoli acquistati negli anni Duemila.

## Sede legale
La sede è a Renens.